# Jüdischer Friedhof (Varniai)
Koordinaten: 55° 44′ 40,7″ N, 22° 22′ 50″ O

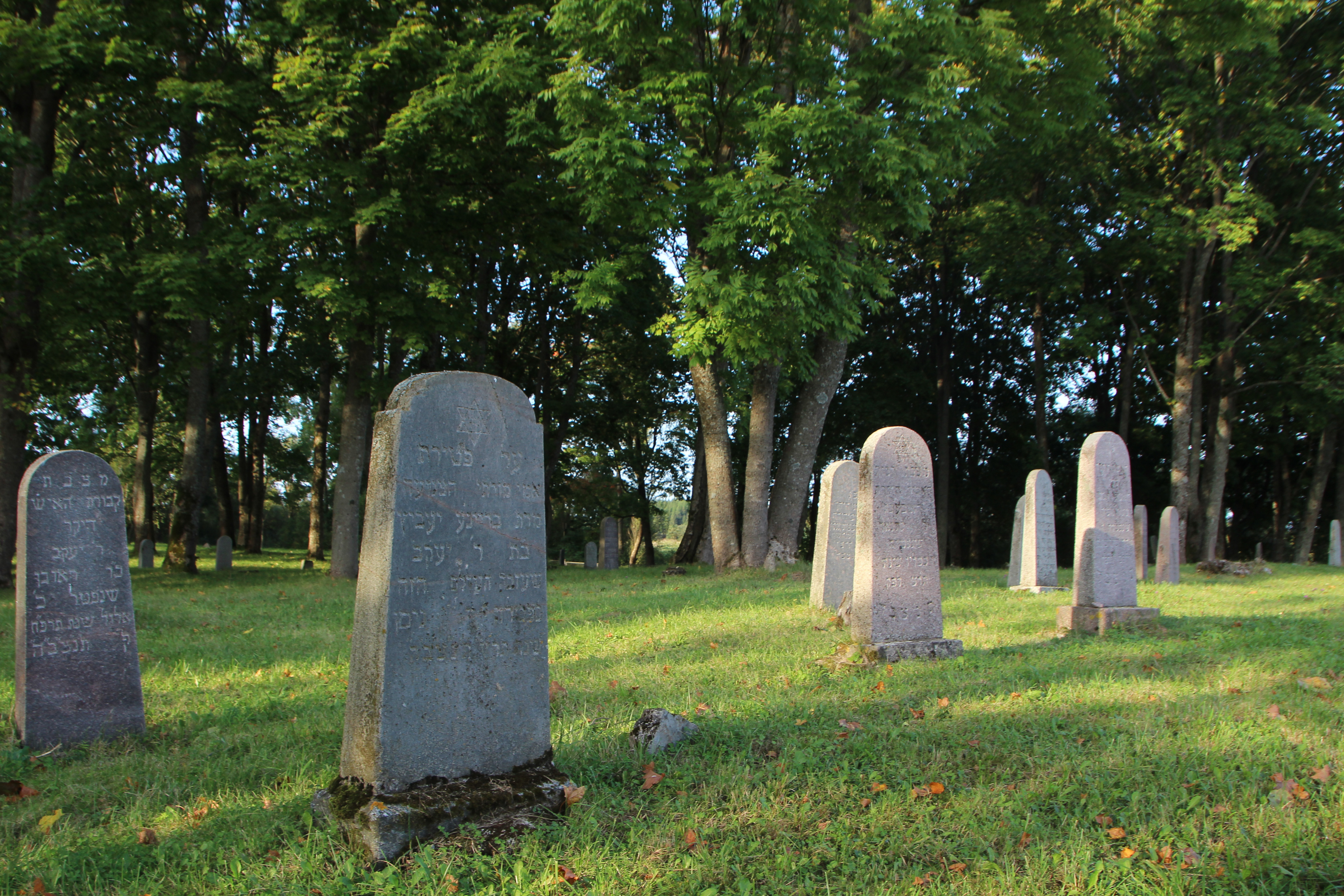
Jüdischer Friedhof Varniai (2015)

Der jüdische Friedhof Varniai liegt in Varniai (deutsch Medeniken), einer Stadt in der Rajongemeinde Telšiai im Bezirk Telšiai im Nordwesten Litauens. Der jüdische Friedhof befindet sich nordöstlich des Ortes.